# Stemorrhages oceanitis
Stemorrhages oceanitis là một loài bướm đêm trong họ Crambidae.